# 刘承嗣
刘承嗣（—1610年），明朝軍事人物。

## 生平
万历十二年（1584年），刘承嗣出任都督僉事以及总兵，镇守宁夏。万历十三年（1585年）六月，镇守甘肃。万历十四年（1586年）十一月，因为甘肃河西出事，刘承嗣被罚3个月俸禄。十二月，因为肃州再度出事，刘承嗣又被罚俸禄3个月。万历十六年（1588年）正月，刘承嗣與总督陕西兵部尚书郜光先、甘肃巡抚右金都御史曹子登等人在榆林与蒙古军交戰。十月，刘承嗣升为后军都督府僉书管事，不久因为军士嘩變，遭到山西道御史王道增彈劾。十一月，甘肃蒙古军从南川进攻，杀死副将李魁及中军阿承印等人。刘承嗣等人被处罚。万历十八年（1590年）正月，刘承嗣镇守陕西。四月，御史彭应參弹劾镇臣刘承嗣、曹子登平时不爱惜士卒，還异常贪暴，結果造成兵變。九月，蒙古火落赤等进攻洮河，刘承嗣兵败。二十日之后，蒙古军再次进攻边地，巡按御史崔景荣表示先前洮河之役中刘承嗣已经出战，但是當時明軍不足蒙古军的一半，所以不应该将刘承嗣治罪，应令其繼續戴罪鎮守。萬曆二十年（1592年）五月，刘承嗣出任山西都司掌印官。后又出任镇守四川等处总兵官。二十八年（1600年）正月，刘承嗣告老还乡，三十八年（1610年）四月去世。